# Saccobasis
Saccobasis là một chi rêu trong họ Jungermanniaceae.